# Urbanización Eleazar López Contreras
La Urbanización Eleazar López Contreras es uno de los sectores que conforman Ciudad Ojeda en el estado Zulia. Pertenece a la parroquia Alonso de Ojeda. Fue nombrada en honor del General en Jefe Eleazar López Contreras presidente de Venezuela y fundador de Ciudad Ojeda.

## Ubicación
La urbanización Eleazar López Contreras está compuesta por tres etapas:
Eleazar López Contreras I se ubica entre Eleazar López Contreras II al norte (carretera N), San Agustín al oeste (Av 34), la calle 6 al sur y Primero de Mayo al este (Av 41).
Eleazar López Contreras II se ubica entre El Porvenir al norte (calle Miranda), Santa Mónica al oeste (Av 34), Eleazar López Contreras I al sur (carretera N) y Andrés Eloy Blanco II al este (Av 41).
Eleazar López Contreras III se ubica entre Barrio Obrero al norte (calle Vargas), Santa Mónica al oeste (Av 34), El Porvenir al sur (calle Brasil) y Andrés Eloy Blanco II al este (Av 41).

## Zona Residencial
Eleazar López Contreras es una urbanización construida por el Instituto Nacional de la Vivienda (INAVI) a comienzos de los años 70 para la clases populares, consta de viviendas de una sola planta entre calles y veredas. La urbanización cuenta con importantes infraestructuras como:
Universidad Nacional Experimental Rafael María Baralt Núcleo Ciudad Ojeda. Av 34 López Contreras III.
Liceo Raúl Cuenca. Av 34 con carretera N. López Contreras II.
Estadio de béisbol del Liceo Raúl Cuenca.
Preescolar Juan XXIII. Carretera N. López Contreras I.
Plaza La Bandera. Carretera N entre Av 34 y 41. López Contreras I.
Al sector también lo atraviesan calles del trazado original de Ciudad Ojeda como son las calles Miranda y Brasil. También posee canchas públicas de baloncesto como la de la Av 41.

## Transporte
La línea Los Samanes (logo naranja letras negras), pasa por la carretera N y la Av 41. La línea Barrio Obrero (logo morado letras blancas) pasa por la calle Vargas. Las líneas Zona Industrial (logo negro letras amarillas), El Danto (logo blanco letras verdes) y Ciudad Urdaneta pasan por la carretera N. Líneas extraurbanas y autobuses pasan por la carretera N que divide las 2 etapas de López Contreras, en su ruta al terminal de Ciudad Ojeda.

## Sitios de Referencia
- Universidad Nacional Experimental Rafael María Baralt Núcleo Ciudad Ojeda. Av 34 López Contreras III.
- Liceo Raúl Cuenca. Av 34 con carretera N. López Contreras II.
- Estadio de béisbol del Liceo Raúl Cuenca.
- Preescolar Juan XXIII. Carretera N. López Contreras I.
- Plaza La Bandera. Carretera N entre Av 34 y 41. López Contreras I.